# Francisco d'Andrade
Francisco Augusto de Andrade Silva (Lisbona, 11 gennaio 1859 – Berlino, 8 febbraio 1921) è stato un baritono portoghese.

## Biografia
Lavorò come attore soprattutto a Berlino ma interpretò i suoi personaggi anche in molti altri grandi teatri europei. Fu reso particolarmente famoso per la sua interpretazione di Don Giovanni nell'omonima opera di Mozart.